# Nebulosa del Cangrejo
La nebulosa del Cangrejo (también llamada M1, NGC 1952, Taurus A y Taurus X-1) es un resto de supernova de tipo plerión. Es el resto de la supernova SN 1054, observada y documentada como una estrella visible a la luz del día por astrónomos chinos y árabes el 5 de julio de 1054, permaneciendo visible durante 22 meses.
La nebulosa fue descubierta en 1731 por John Bevis. Con este objeto, Charles Messier comenzó su catálogo de objetos no cometarios. Situada a una distancia de aproximadamente 6300 años luz (1930 pc) de la Tierra en la constelación de Tauro, la nebulosa tiene un diámetro de seis años luz (1.84 pc) y su velocidad de expansión es de 1500 km/s.
El centro de la nebulosa contiene un púlsar o estrella de neutrones, llamado púlsar del Cangrejo, que gira sobre sí mismo a 30 revoluciones por segundo, emitiendo también pulsos de radiación que van desde los rayos gamma a las ondas de radio. El descubrimiento de esta nebulosa produjo la primera evidencia de que las explosiones de supernova producen púlsares.
La nebulosa sirve como una fuente de radiación útil para estudiar cuerpos celestes que la ocultan. En las décadas de 1950 y 1960, la corona solar fue cartografiada gracias a la observación de las ondas de radio producidas por la nebulosa del Cangrejo que pasaban a través del Sol. Más recientemente, el espesor de la atmósfera de Titán, satélite de Saturno, fue medido conforme bloqueaba los rayos X producidos por la nebulosa.

## Orígenes
En Europa, la nebulosa del Cangrejo fue observada por primera vez en 1731 por John Bevis y redescubierta independientemente en 1758 por Charles Messier mientras observaba el paso de un cometa brillante. Messier la catalogó como la primera entrada de su catálogo de objetos celestes no cometarios, llamado hoy en día Catálogo Messier. William Parsons, tercer conde de Rosse, observó la nebulosa en el castillo de Birr en la década de 1840, refiriéndose al objeto como la nebulosa del Cangrejo, dado que un dibujo que realizó de esta se asemejaba a un cangrejo.
Al inicio del siglo XX, el análisis de las primeras fotografías de la nebulosa tomadas durante el transcurso de varios años revelaron que la nebulosa se expandía. Determinando el origen de la expansión, se dedujo que la nebulosa se debía haber formado unos 900 años atrás. Existen documentos históricos que revelan que una nueva estrella, suficientemente brillante como para ser visible a la luz del día, fue observada en la misma región del cielo por astrónomos chinos y árabes en 1054. Es posible que la «nueva estrella» brillante fuera observada por los anasazi y registrada en petroglifos. Dada su gran distancia y su carácter efímero, esta «nueva estrella» observada por chinos y árabes solo pudo haber sido una supernova, una enorme estrella en plena explosión, que una vez ha agotado su fuente de energía por medio de la fusión nuclear, se colapsa sobre sí misma.
Análisis recientes de estos documentos históricos han encontrado que la supernova que creó la nebulosa del Cangrejo probablemente ocurrió en abril o principios de mayo de 1054, alcanzando su máximo brillo con una magnitud aparente entre –7 y –4.5 en julio, siendo más brillante que cualquier otro objeto celeste en la noche, exceptuando la Luna. La supernova fue visible a simple vista aproximadamente durante dos años después de su primera observación. Gracias a las observaciones escritas de los astrónomos del Extremo Oriente y Oriente Medio en 1054, la nebulosa del Cangrejo se convirtió en el primer objeto astronómico donde se pudo reconocer una relación con una explosión de supernova.

## Características físicas

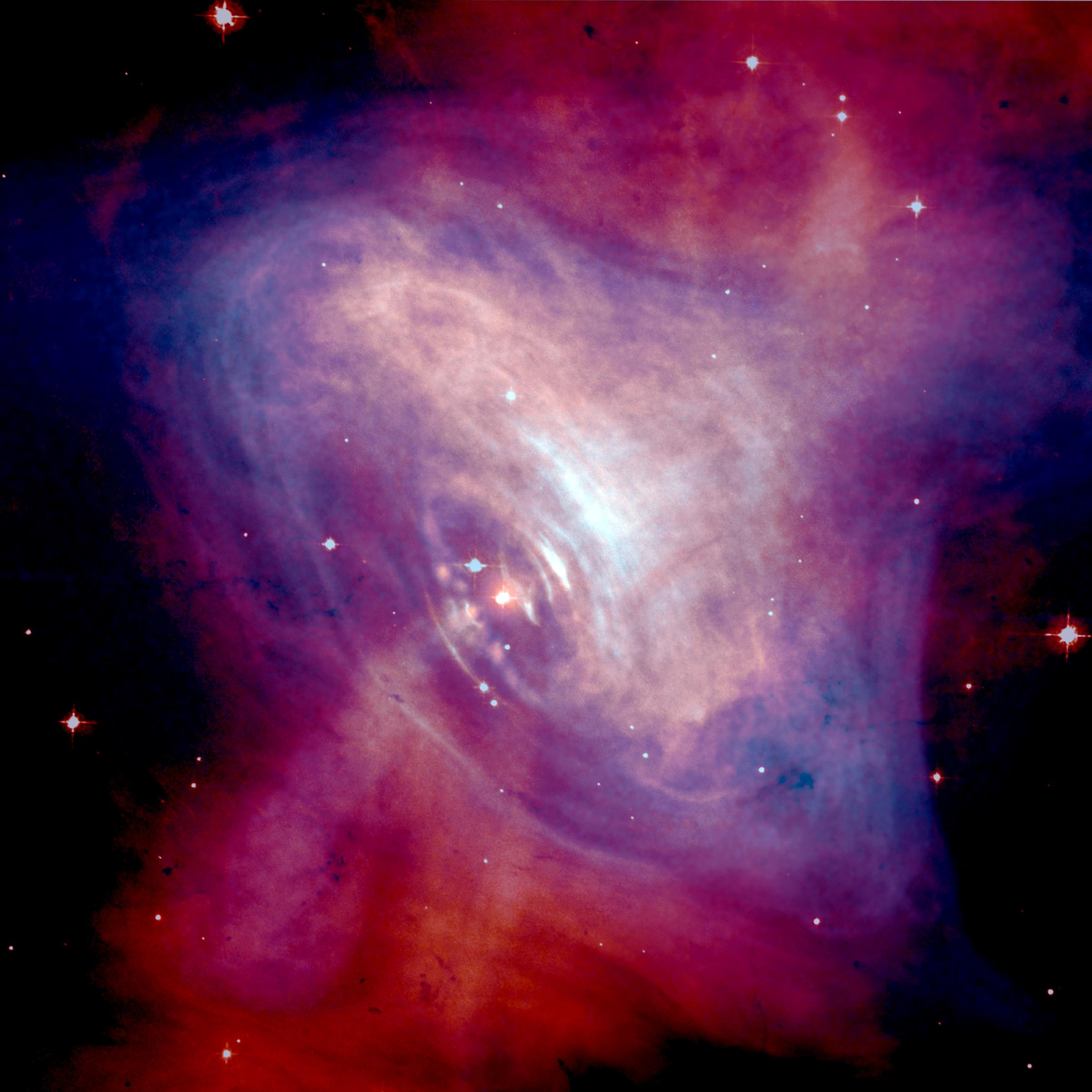
Púlsar de la nebulosa del Cangrejo. Esta imagen combina información óptica del telescopio espacial Hubble (en rojo) e imágenes de rayos X del Observatorio de rayos X Chandra (en azul).

En luz visible, la nebulosa del Cangrejo consiste en una amplia masa de filamentos de forma ovalada, de aproximadamente 6 minutos de arco de longitud y 4 de anchura, rodeando una región central azul difusa (en comparación, la Luna llena cubre 30 minutos de arco). Los filamentos son los restos de la atmósfera de la estrella progenitora y están constituidos principalmente por helio e hidrógeno ionizado, junto con carbono, oxígeno, nitrógeno, hierro, neón y azufre. La temperatura de los filamentos está comprendida entre los 11 000 y los 18 000 K, y su densidad está en torno a las 1300 partículas por cm³.
En 1953, Iósif Shklovsky propuso la idea según la cual la región azul difusa está principalmente producida por radiación sincrotrón, que es la radiación electromagnética generada por los electrones que viajan en trayectorias curvilíneas a velocidades que alcanzan la mitad de la velocidad de la luz. Tres años más tarde, la hipótesis fue confirmada por medio de observaciones. En la década de 1960 se descubrió que la causa de las trayectorias curvilíneas de los electrones era el fuerte campo magnético producido por una estrella de neutrones ubicada en el centro de la nebulosa.
La nebulosa del Cangrejo es un ejemplo típico de un resto de supernova de tipo pleriónico. Un plerión se caracteriza porque su energía procede de la rotación del púlsar y no del material arrojado al medio interestelar durante la explosión de la supernova.
La nebulosa del Cangrejo se expande a una velocidad de 1500 km/s, medida por el efecto Doppler del espectro de la nebulosa. Por otro lado, las imágenes tomadas con varios años de diferencia muestran la lenta expansión angular aparente en el cielo. Comparando esta expansión angular con la velocidad de expansión determinada por espectroscopía (corrimiento al rojo), se pudo estimar la distancia de la nebulosa respecto el Sol, obteniendo una distancia de aproximadamente 6300 años luz y un tamaño de alrededor de 11 años luz para la nebulosa.
Rastreando consistentemente el origen de la expansión y utilizando su velocidad como se observa hoy en día, es posible determinar la fecha de la formación de la nebulosa, es decir, la fecha de la explosión de la supernova. Haciendo este cálculo, se obtiene una fecha que corresponde a varias décadas después del año 1054. Una explicación plausible de este desfase sería que la velocidad de expansión no ha sido uniforme, sino que se ha acelerado después de la explosión de la supernova. Esta aceleración sería debida a la energía del púlsar que alimentaría el campo magnético de la nebulosa, la cual se expande y empuja a los filamentos de la nebulosa hacia el exterior.
Los cálculos de la masa total de la nebulosa permiten estimar la masa de la estrella progenitora de la supernova. Las estimaciones de la cantidad de materia contenida en los filamentos de la nebulosa del Cangrejo varían entre una y cinco masas solares, aunque otras estimaciones basadas en investigaciones del púlsar del Cangrejo ofrecen valores diferentes.

## Estrella central

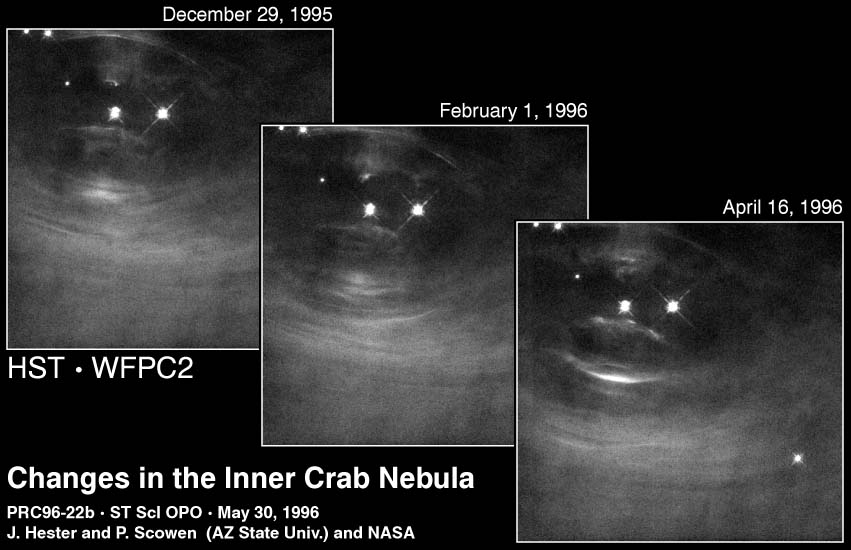
Esta secuencia de imágenes tomadas por el telescopio espacial Hubble muestra los cambios de la parte interior de la nebulosa del Cangrejo durante un periodo de cuatro meses. Créditos: NASA/ESA.

En el centro de la nebulosa del Cangrejo se encuentran en apariencia dos estrellas poco brillantes, una de las cuales es la estrella responsable de la existencia de la nebulosa. Ésta se identificó en 1942, cuando Rudolf Minkowski descubrió que su espectro óptico era extremadamente inusual y no se parecía al de una estrella normal. En 1949 se descubrió que la región alrededor de la estrella era una gran fuente de ondas de radio, en 1963 se descubrió que también lo era de rayos X, y en 1967 fue identificado como uno de los objetos celestes más brillantes en rayos gamma. Luego, en 1968, se descubrió que la estrella emitía su radiación en pulsos rápidos, convirtiéndose en uno de los primeros púlsares en ser identificado, y el primero en estar asociado a un resto de supernova.
Los púlsares son fuentes de potentes radiaciones electromagnéticas emitidas en breves y constantes pulsos muchas veces por segundo. Fueron un gran misterio cuando se descubrieron en 1967, y el equipo que identificó el primero consideró la posibilidad de que podía ser una señal de una civilización avanzada. No obstante, el descubrimiento de una fuente de radio pulsante en el centro de la nebulosa del Cangrejo fue una fuerte evidencia de que los púlsares no eran señales de extraterrestres sino que se formaban a partir de explosiones de supernovas. Hoy en día se sabe que son estrellas de neutrones de rápida rotación cuyos potentes campos magnéticos concentran sus emisiones de radiación en rayos estrechos. El eje del campo magnético no está alineado con el de su rotación, la dirección del haz barre el cielo siguiendo un círculo. Cuando, por azar la dirección de un haz cruza la de la Tierra, el pulso es observado. Así, la frecuencia de los pulsos es una medida de velocidad de rotación de la estrella de neutrones.
El púlsar del Cangrejo tiene un diámetro estimado comprendido entre 28 y 30 kilómetros; emite pulsos de radiación cada 33 milisegundos. Los pulsos son emitidos en distintas longitudes de onda dentro del espectro electromagnético, desde ondas de radio hasta rayos X. Como todos los púlsares aislados, la frecuencia de los pulsos disminuye de forma regular muy ligeramente, indicando que el púlsar se desacelera gradualmente. Sin embargo, ocasionalmente, su periodo de rotación muestra cambios drásticos, llamados «interferencias», que se cree que son causados por repentinos reajustes en la estructura interna de la estrella de neutrones. La energía liberada a medida que el púlsar se desacelera es enorme, y provoca la emisión de radiación sincrotrón de la nebulosa del Cangrejo, la cual tiene una luminosidad total 75 000 veces mayor que la del Sol.
La enorme energía emitida por el púlsar crea una región particularmente dinámica en el centro de la nebulosa del Cangrejo. Si bien la mayoría de los objetos astronómicos evolucionan tan lentamente que los cambios son visibles únicamente en escalas de tiempo de muchos años, las partes centrales de la nebulosa del Cangrejo muestran cambios en escalas de tiempo de apenas unos pocos días. La parte más dinámica en la zona central de la nebulosa es el punto donde el viento ecuatorial del púlsar choca contra la materia circundante de la nebulosa, formando una onda de choque. La forma y la posición de esta zona cambia rápidamente, con el viento ecuatorial que se comporta como una serie de remolinos que se acentúan, brillan y después se atenúan a medida que se alejan del púlsar muy lejos dentro el cuerpo principal de la nebulosa.

## Estrella progenitora

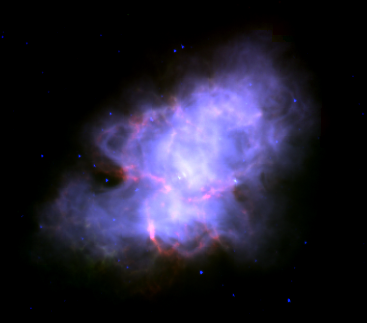
La nebulosa del Cangrejo vista en infrarrojo por el telescopio espacial Spitzer

La estrella que se convirtió en supernova y dio origen a la nebulosa del Cangrejo mediante su explosión es la llamada «estrella progenitora».
Los modelos teóricos de explosiones de supernovas sugieren que la estrella progenitora que creó la nebulosa del Cangrejo debió haber tenido una masa de entre ocho y doce masas solares. Las estrellas con una masa inferior a ocho masas solares son consideradas demasiado ligeras como para producir explosiones de supernova, y finalizan su vida produciendo una nebulosa planetaria, mientras que aquellas mayores de doce masas solares producen una nebulosa con una composición química distinta a la observada en el seno de la nebulosa del Cangrejo.
Uno de los principales problemas provocados por el estudio de la nebulosa del Cangrejo es que la masa combinada de la nebulosa y el púlsar suman considerablemente menos que la masa estimada de la estrella progenitora, siendo una incógnita por resolver la diferencia entre estas dos masas. Para estimar la masa de la nebulosa se mide la cantidad total de luz emitida, dada la temperatura y la densidad de la nebulosa, y se deduce la masa requerida para emitir la luz observada. Las estimaciones oscilan entre 1 y 5 masas solares, siendo el valor generalmente aceptado de 2 o 3 masas solares. Se estima que la masa de la estrella de neutrones estaría comprendida entre 1.4 y 2 masas solares.
La teoría predominante que trata de explicar la masa faltante de la nebulosa considera que una proporción considerable de la masa de la estrella progenitora fue eyectada por un rápido viento estelar antes de la explosión de supernova, como es el caso de numerosas estrellas masivas como las estrellas de Wolf-Rayet. Sin embargo, un viento así habría creado un cascarón alrededor de la nebulosa. Aunque se han llevado a cabo varios intentos para observar el supuesto cascarón usando diferentes longitudes de onda, no se ha logrado encontrarlo.

## Observación
Tauro se alza pronto en las noches del invierno boreal, con sus largas astas apuntando hacia el nordeste. La nebulosa del Cangrejo, se halla poco más de 1 grado al noroeste de Zeta Tauri, la estrella que marca la punta del cuerno sudoriental.
Se trata de uno de los escasos remanentes de supernova que pueden detectarse con prismáticos, a condición de que el cielo esté lo bastante oscuro. Con unas dimensiones angulares de tan solo 6 × 4 minutos de arco, al observarla con prismáticos de 7 × 50 aparece como una estrella algodonosa. Con más aumentos (prismáticos 20 × 50) aparece como algo más que eso, pero sin detalles, como poco más que una estrella engordada. Con telescopios de 100 mm a 200 mm y aumentos medios se muestra como un óvalo difuso sin textura interna. Por desgracia, al incrementar los aumentos no mejoran los detalles. Sin embargo, con instrumentos mayores se percibe el carácter dentado del borde y aparecen filamentos en las regiones externas de la nebulosa. Las fotografías de larga exposición y las imágenes digitales (CCD), muestran un objeto bello y tormentoso, entrecruzado por bucles del gas arrastrado por las ondas de choque generadas en la explosión de la supernova.
La estrella central, con magnitud 16, solo puede observarse con telescopios grandes.

## Tránsito por los cuerpos del sistema solar

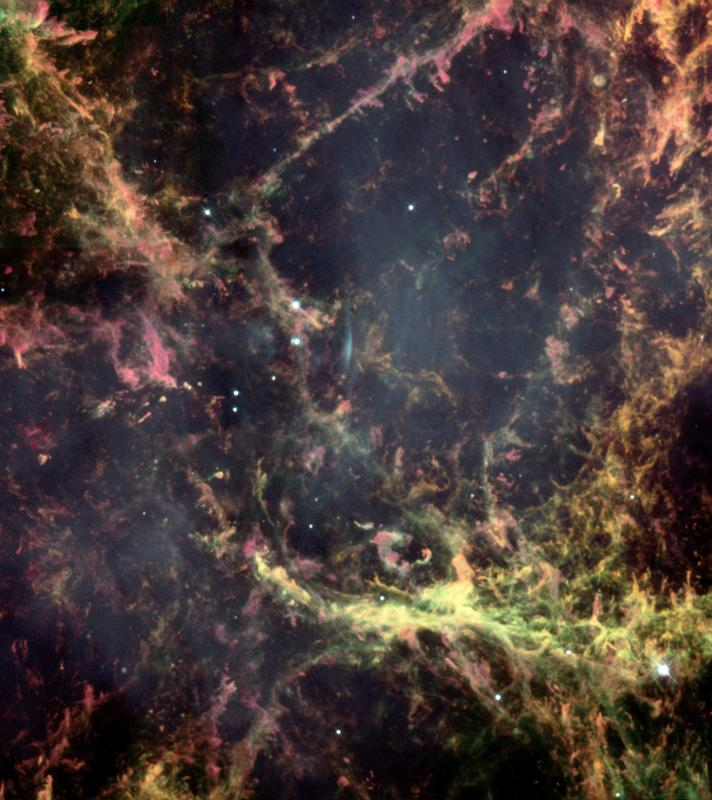
Imagen del Telescopio espacial Hubble de una pequeña región de la nebulosa del Cangrejo, que muestra su intrincada estructura de filamentos. Créditos: NASA/ESA.

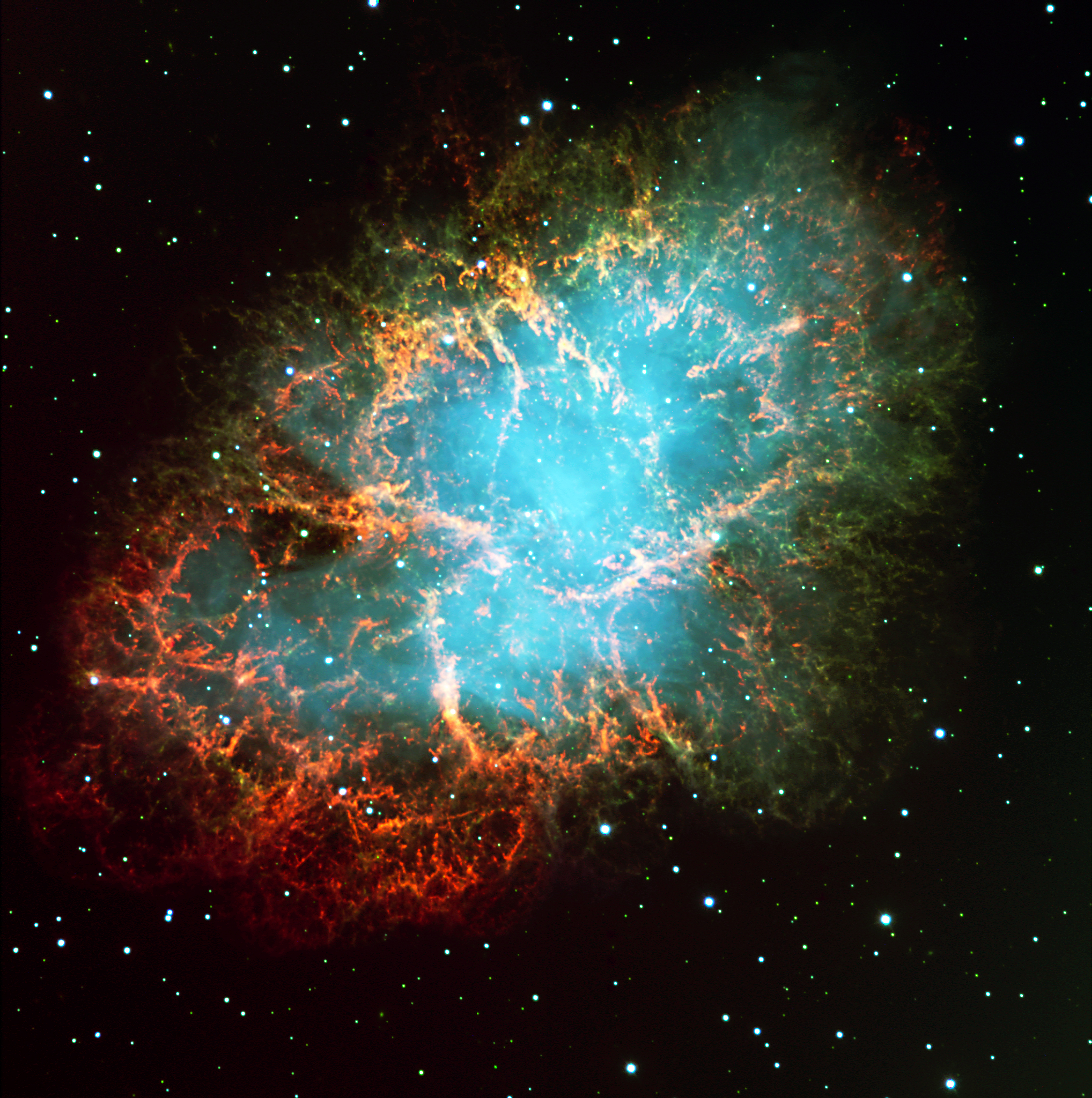
Compuesto de tres colores de la nebulosa del Cangrejo (también conocida como Messier 1), como se ha observado con el instrumento FORS2
Créditos: ESO

La nebulosa del Cangrejo se encuentra aproximadamente a 1.5° de la eclíptica —el plano que contiene la órbita de la Tierra alrededor del Sol—. Esto significa que la Luna —y ocasionalmente, los planetas— pueden transitar u ocultar la nebulosa. Aunque el Sol no transita la nebulosa, su corona pasa enfrente de ésta. Estos tránsitos y ocultaciones pueden usarse para analizar tanto la nebulosa como el objeto que pasa enfrente de ella, observando cómo la radiación de la nebulosa es alterada por el cuerpo en tránsito.
Los tránsitos lunares se han usado para trazar un mapa de las emisiones de rayos X de la nebulosa. Antes del lanzamiento de satélites dedicados a la observación de rayos X, como el XMM-Newton o el observatorio de rayos X Chandra, los telescopios de observación en rayos X generalmente tenían muy poca resolución óptica. Inversamente, la posición de la Luna es conocida con mucha precisión. Así, cuando ésta pasa enfrente de la nebulosa, las variaciones en el brillo de la nebulosa pueden usarse para crear mapas de emisiones de rayos X. Cuando los rayos X fueron observados por primera vez desde la nebulosa, una ocultación lunar fue usada para determinar la posición exacta de su origen.
La corona solar pasa enfrente de la nebulosa del Cangrejo cada mes de junio. Las variaciones en las ondas de radio recibidas desde la nebulosa del Cangrejo en ese momento pueden usarse para deducir detalles sobre la densidad y estructura de la corona. Las primeras observaciones establecieron que la corona se extendía a distancias más grandes de lo que se había pensado anteriormente; las observaciones posteriores descubrieron que la corona presentaba variaciones considerables de densidad.
Muy raramente, Saturno transita la nebulosa del Cangrejo. Su último tránsito, en 2003, fue el primero desde 1296; no ocurrirá otro hasta 2267. Los científicos usaron el observatorio de rayos X Chandra para observar la luna de Saturno Titán durante su tránsito enfrente de la nebulosa, y descubrieron que la «sombra» de rayos X de Titán era mayor que su superficie sólida, debido a la absorción de rayos X por su atmósfera. Estas observaciones pudieron establecer que el grosor de la atmósfera de Titán es de 880 km. El tránsito del propio planeta Saturno no pudo observarse, porque el telescopio Chandra estaba pasando a través de los cinturones de Van Allen en ese momento.